# Det kære København
Det kære København er en dansk komediefilm fra 1943, instrueret af Svend Methling efter manuskript af Svend Rindom.

## Medvirkende
- Johannes Meyer
- Erni Arneson
- Gunnar Lauring
- Valdemar Skjerning
- Carl Heger
- Karen Berg
- Petrine Sonne
- Hans Ulrik Neumann
- Jørn Jeppesen
- Schiøler Linck
- Knud Heglund